# Diego Hurtado (físico)
Diego Hurtado(27 de marzo de 1962) es un físico y especialista en historia de la ciencia y la tecnología argentina. Ocupó el cargo de Secretario de Planeamiento y Políticas en Ciencia, Tecnología e Innovación del Ministerio de Ciencia, Tecnología e Innovación desde el 19 de diciembre de 2019 hasta el 10 de diciembre de 2023. Fue presidente de la Autoridad Regulatoria Nuclear (2015) y vicepresidente de CNEA (2021-2023).

## Biografía
Hurtado se graduó como Licenciado en Física y luego realizó un Doctorado en Física, en el área de geofísica de la alta atmósfera. Desde mediados de los años 1990 se dedica a la historia de la ciencia y la tecnología en América Latina.
Es profesor titular de la Universidad Nacional de San Martín (UNSAM) donde dirige el Centro de Estudios de Historia de la Ciencia y la Técnica y la Agencia de Noticias Tecnología Sur Sur (TSS). Fue secretario de Investigación y de Innovación y Transferencia de Tecnología en esa misma universidad. Es investigador principal  del Consejo Nacional de Investigaciones Científicas y Técnicas de Argentina (CONICET) donde investiga sobre la Historia política e institucional de la ciencia y la tecnología en la Argentina en el siglo XX.
En 2015 fue presidente de la Autoridad Regulatoria Nuclear y segundo Gobernador Alterno por la Argentina ante la Junta de Gobernadores del Organismo Internacional de Energía Atómica (OIEA). También fue miembro de la Comisión de la Agencia Brasileño-Argentina de Contabilidad y Control de Materiales Nucleares (ABACC).
Integró el directorio de la Agencia Nacional de Promoción Científica y Tecnológica. Entre el 19 de diciembre de 2019 y el 10 de diciembre de 2023 se desempeñó como Secretario de Planeamiento y Políticas en Ciencia, Tecnología e Innovación. La Secretaría de Planeamiento durante su gestión trabajó en la elaboración del Plan Nacional de CTI 2030, que fue sancionado como Ley 27738 el 23 de octubre de 2023. 
Integró el directorio de la Comisión Nacional de Actividades Espaciales (CONAE) entre diciembre de 2019 y diciembre de 2021. Fue Vicepresidente de la Comisión Nacional de Energía Atómica (CNEA) entre agosto de 2021 y diciembre de 2023.
Es autor de artículos en revistas internacionales como Science in Context, HSPBS o Journal of the World-Systems Research, en revistas latinoamericanas y nacionales. En paralelo, desarrolla una actividad periodística intensa en medios como El Cohete a la Luna o Anfibia.

## Libros publicados
- Imágenes de Einstein. Relatividad y cultura en el mundo y en la Argentina (en coautoría con Miguel de Asúa).
- La ciencia argentina. Un proyecto inconcluso 1930-2000.
- El sueño de la Argentina atómica. Política, tecnología nuclear y desarrollo nacional (1945-2006).
- Jorge Sabato. Razón pragmática y cambio tecnológico en la encrucijada 'desarrollo versus dependencia'.